# Lluís Francesc Ladaria Ferrer
Lluís Francesc Ladaria Ferrer (Manacor, 19 d'abril de 1944) és un cardenal, arquebisbe i jesuïta mallorquí. Actualment ocupa el càrrec d'arquebisbe titular de Tibica i fou el prefecte de la Congregació de la doctrina de la Fe. A més, és president de la Pontifícia Comissió Ecclesia Dei, de la Comissió Teològica Internacional i de la Pontifícia Comissió Bíblica.

## Biografia

### Infància i educació
Va cursar els seus primers estudis al Col·legi Nuestra Señora de Montesión de Palma, on va completar el batxillerat. Va estudiar Dret a la Universitat de Madrid i va continuar els seus estudis de filosofia i teologia a la Universitat Pontifícia de Comillas i a la Facultat de Filosofia i Teologia Sankt Georgen a Frankfurt del Main, Alemanya. El 1975 es va doctorar en Teologia a la Pontifícia Universitat Gregoriana de Roma amb una tesi sobre L'Esperit Sant en Sant Hilari de Poitiers.

### Vida religiosa
El 1966 va ingressar a la Companyia de Jesús i va ser ordenat prevere el 29 de juliol de 1973. Com a jesuïta, va exercir diverses responsabilitats acadèmiques i eclesiàstiques. Va ser professor de Teologia Dogmàtica a la Universitat Pontifícia de Comillas i a la Pontifícia Universitat Gregoriana, on també va exercir com a vicerector entre 1986 i 1994.

### Carreres eclesiàstiques i teològiques
Durant el pontificat de Joan Pau II, Ladària va ser nomenat membre de la Comissió Teològica Internacional (1992-1997) i consultor de la Congregació per a la Doctrina de la Fe (1995-2008). Va ser també secretari general de la Comissió Teològica Internacional entre 2004 i 2009, on va liderar l'estudi teològic sobre el concepte dels llimbs i la salvació de les ànimes dels infants morts sense baptisme.

### Ascens a càrrecs importants
El 9 de juliol de 2008, el Papa Benet XVI el va nomenar secretari de la Congregació per a la Doctrina de la Fe i arquebisbe titular de Tibica. Va rebre la consagració episcopal el dia 26 de juliol per part del cardenal Tarcisio Bertone a la basílica de Sant Joan del Laterà.
El 1 de juliol de 2017, el Papa Francesc el va nomenar prefecte de la Congregació per a la Doctrina de la Fe, càrrec que va ocupar fins al 1 de juliol de 2023, quan va ser substituït pel cardenal Víctor Manuel Fernández.

### Cardenal i reconeixements
El 20 de maig de 2018, el Papa Francesc el va nomenar cardenal, amb el títol de cardenal diaca de l'Església de Sant Ignasi de Loiola a Campo Marzio. La proclamació va tenir lloc el 28 de juny de 2018 a la Basílica de Sant Pere del Vaticà.
El 2023 va rebre el Premi Popular de COPE Mallorca, en reconeixement a la seva trajectòria de servei a l'Església.

## Situació actual
Amb 80 anys, Ladaria ja no pot votar ni ser elegit en un conclave papal a causa de les normatives vaticanes sobre l'edat dels cardenals.

## Reconeixements
- Premi Popular COPE Mallorca (2023)
- Doctor honoris causa per la Universitat Pontifícia de Salamanca i la Universitat Pontifícia de Comillas (2014)[9]